# Athletissima 2021
Athletissima 2021 – 45. edycja międzynarodowego mityngu lekkoatletycznego, który odbył się w dniach 25-26 sierpnia 2021 roku na Stade Olympique de la Pontaise w Lozannie. Zawody były dziewiątą odsłoną prestiżowej diamentowej ligi w sezonie 2021.

## Program mityngu
Źródło: omegatiming.com.
25 sierpnia
Mężczyźni
| Godzina | Konkurencja |
| ------- | ----------- |
| 18:00   | Skok wzwyż  |

26 sierpnia
Mężczyźni
| Godzina | Konkurencja                |
| ------- | -------------------------- |
| 18:41   | Bieg na 400 m przez płotki |
| 19:25   | Pchnięcie kulą             |
| 19:35   | Skok o tyczce              |
| 19:54   | Bieg na 400 m              |
| 20:15   | Bieg na 800 m              |
| 20:25   | Rzut oszczepem             |
| 20:40   | Bieg na 110 m przez płotki |
| 20:50   | Bieg na 3000 m             |
| 21:35   | Bieg na 200 m              |

Kobiety
| Godzina | Konkurencja                |
| ------- | -------------------------- |
| 19:09   | Bieg na 100 m przez płotki |
| 19:25   | Skok w dal                 |
| 19:36   | Bieg na 200 m              |
| 19:42   | Bieg na 800 m              |
| 19:55   | Skok wzwyż                 |
| 20:03   | Bieg na 400 m              |
| 20:30   | Bieg na 1500 m             |
| 20:45   | Trójskok                   |
| 21:07   | Bieg na 100 m              |
| 21:18   | Bieg na 400 m przez płotki |
| 21:52   | Sztafeta 4 x 100 m         |

## Wyniki
| – rekord świata \| – najlepszy wynik na listach światowych w sezonie \| – rekord kontynentu \| – rekord kraju \| – rekord życiowy · – najlepszy wynik w sezonie \| – rekord mityngu \| - rekord Diamentowej Ligi |

### Mężczyźni
| Konkurencja                | 1. miejsce         | Rezultat | 2. miejsce     | Rezultat | 3. miejsce              | Rezultat |
| Bieg na 200 m              | Kenneth Bednarek   | 19,65    | Fred Kerley    | 19,77    | Steven Gardiner         | 20,11    |
| Bieg na 400 m              | Wilbert London     | 45,17    | Isaac Makwala  | 45,20    | Liemarvin Bonevacia     | 45,41    |
| Bieg na 800 m              | Marco Arop         | 1:44,50  | Emmanuel Korir | 1:44,62  | Ferguson Rotich         | 1:45,48  |
| Bieg na 3000 m             | Jakob Ingebrigtsen | 7:33,06  | Berihu Aregawi | 7:33,39  | Stewart McSweyn         | 7:35,06  |
| Bieg na 110 m przez płotki | Devon Allen        | 13,07    | Jason Joseph   | 13,11    | Pascal Martinot-Lagarde | 13,17    |
| Bieg na 400 m przez płotki | Dany Brand         | 50,14    | Julien Bonvin  | 51,53    | Mattia Tajana           | 51,80    |
| Skok wzwyż                 | Ilja Iwaniuk       | 2,30     | Shelby McEwen  | 2,27     | Andrij Procenko         | 2,27     |
| Skok o tyczce              | Christopher Nilsen | 5,82     | Sam Kendricks  | 5,82     | Timur Morgunow          | 5,72     |
| Pchnięcie kulą             | Ryan Crouser       | 22,81    | Tomas Walsh    | 22,10    | Filip Mihaljević        | 21,37    |
| Rzut oszczepem             | Johannes Vetter    | 88,54    | Jakub Vadlejch | 85,73    | Anderson Peters         | 84,32    |

### Kobiety
| Konkurencja                | 1. miejsce                                                                     | Rezultat     | 2. miejsce                                                                        | Rezultat | 3. miejsce                                                                         | Rezultat |
| Bieg na 100 m              | Shelly-Ann Fraser-Pryce                                                        | 10,60        | Elaine Thompson-Herah                                                             | 10,64    | Shericka Jackson                                                                   | 10,92    |
| Bieg na 200 m              | Marije van Hunenstijn                                                          | 22,78        | Corinna Schwab                                                                    | 22,97    | Anna Kiełbasińska                                                                  | 23,08    |
| Bieg na 400 m              | Marileidy Paulino                                                              | 50,40        | Sada Williams                                                                     | 50,77    | Quanera Hayes                                                                      | 51,06    |
| Bieg na 800 m              | Ellie Baker                                                                    | 2:00,45      | Lore Hoffmann                                                                     | 2:01,06  | Hedda Hynne                                                                        | 2:01,17  |
| Bieg na 1500 m             | Freweyni Hailu                                                                 | 4:02,24      | Linden Hall                                                                       | 4:02,95  | Josette Norris                                                                     | 4:03,27  |
| Bieg na 100 m przez płotki | Kim Flattich                                                                   | 13,68        | Daniela Kyburz                                                                    | 13,91    | Lena Weiss                                                                         | 13,97    |
| Bieg na 400 m przez płotki | Femke Bol                                                                      | 53,05        | Shamier Little                                                                    | 53,78    | Anna Ryżykowa                                                                      | 54,32    |
| Sztafeta 4 x 100 m         | Wielka Brytania · Asha Philip · Imani Lansiquot · Ashlee Nelson · Daryll Neita | 42,44        | Szwajcaria · Riccarda Dietsche · Ajla Del Ponte · Mujinga Kambundji · Salomé Kora | 42,47    | Holandia · Nadine Visser · Leonie van Vliet · Marije van Hunenstijn · Naomi Sedney | 43,52    |
| Skok wzwyż                 | Marija Łasickienie                                                             | 1,98         | Jarosława Mahuczich                                                               | 1,98     | Nicola McDermott                                                                   | 1,95     |
| Skok w dal                 | Ivana Španović                                                                 | 6,85         | Khaddi Sagnia                                                                     | 6,92 =   | Jazmin Sawyers                                                                     | 6,66     |
| Trójskok                   | Yulimar Rojas                                                                  | 15,56w/15,52 | Shanieka Ricketts                                                                 | 15,02w   | Hanna Kniaziewa                                                                    | 14,47    |

## Rekordy
Podczas mityngu ustanowiono 1 krajowy rekord w kategorii seniorów:
| Zawodniczki                                               | Reprezentacja | Konkurencja        | Rezultat |
| --------------------------------------------------------- | ------------- | ------------------ | -------- |
| Karin Strametz Ina Huemer Magdalena Lindner Susanne Walli | Austria       | sztafeta 4 x 100 m | 44,49    |